# Maribel Guardia
Maribel Guardia (San José, 1959. május 29. –) Costa Rica-i származású mexikói színésznő, énekesnő és műsorvezető.

## Magánélete
Öt évig élt Joan Sebastiánnal, akitől egy fia született.

## Filmográfia

### Telenovellák
- Muchacha Italiana viene a casarse (Fiorella) (2014) .... Julieta Michel
- Corona de lágrimas (Könnyek királynője) (2012-2013) .... Julieta Rojas de Vásquez
- Una familia con suerte (2011-2012).... Isabella Ruíz
- Niña de mi corazón (2010).... Pilar Alarcón de Arrioja
- Al diablo con los guapos (Pokolba a szépfiúkkal!) (2007-2008).... Rosario Ramos / Rosella di Yano
- Muchachitas como tú (2007).... Önmaga
- Misión S.O.S. aventura y amor (2004-2005).... Ximena Aranda
- Amigas y rivales (Szeretők és riválisok) (2001).... Önmaga
- Aventuras en el tiempo (2001).... Flor del Huerto
- Amigos X Siempre (2000).... Lizel
- Serafín (1999).... Carmen
- El privilegio de amar (Titkok és szerelmek) (1998-1999).... Önmaga
- Tú y yo (1996).... Estela Díaz-Infante
- Prisionera de amor (1994) .... Cristina
- Seducción (1986) .... Marina

### Televízió
- Muévete/Muévete ya (2006 - 2010).... Önmaga
- ¡Qué madre, tan padre! (2006).... Maribel Galicia
- La década furiosa (2003)
- Gran musical (2003)
- ¿Qué nos pasa? (1998)

### Filmek
- Reclusorio III (1999)
- Los cómplices del infierno (1995)
- A ritmo de salsa (1994)
- La pura (1994).... Pura
- Le pegaron al gordo (La Lotería II) (1994)
- El asesino del zodiaco (1993).... Lisa
- Aquí, el que no corre...vuela (1992)
- Filtraciones (1992)
- El jinete de la divina providencia (1991)
- Mujer de cabaret (1991)
- Perseguida (1991)
- Dónde quedó el colorado (1991)
- Muerto al hoyo... y el vivo también (1990)
- El inocente y las pecadoras (1990)
- El cuatrero (1989)
- Rey de los taxistas (1989)
- A garrote limpio (1889)
- Furia en la sangre (1988)
- Ser charro es ser Mexicano (1987)
- El gato negro (1987)
- Ases del contrabando (1987)
- Las traigo muertas (1987)
- Relámpago (1987).... Monica
- La alacrana (1986)
- Matanza en Matamoros (1986)
- Un hombre violento (1986).... Lucía Castillano
- De todas... todas! (1985)
- Contrato con la muerte (1985)
- Terror y encajes negros (1985).... Isabel Martínez
- La pulquería ataca de nuevo (1985).... Querida
- Vuelven los pistoleros famosos III (1985)
- Pedro Navaja (1984).... Rosa
- Macho que ladra no muerde (1984)
- La muerte cruzó el río Bravo (1984).... Cristina
- Pistoleros famosos II (1983)
- Juan Charrasqueado y Gabino Barrera, su verdadera historia (1982)
- El bronco (1982)
- Como México no hay dos (1981)